# الهادي بلعميري
الهادي بلعميري (من مواليد 24 أبريل 1991)، لاعب كرة قدم فرنسي يلعب لنادي سويفت هيسبيرانج في لوكسمبورغ.

## وصلات خارجية
- الهادي بلعميري على موقع الاتحاد الدولي (مؤرشف)  (الإنجليزية)
- الهادي بلعميري على موقع رابطة كرة القدم الفرنسية للمحترفين (الإنجليزية)
- الهادي بلعميري على موقع قاعدة بيانات كرة القدم.إي يو (الإنجليزية)
- الهادي بلعميري على موقع Soccerway.com (الإنجليزية)